# Stadsbrand van Leeuwarden
De stadsbrand van 1392 is de eerste grote stadsbrand die de Friese stad Leeuwarden in zijn geschiedenis heeft getroffen. 
De brand ontstond toen een aantal Schieringers het Vetkoperse Leeuwarden in het geheim binnen wisten te dringen en daar brand wisten te stichten in het Predikherenklooster en de Grote of Jacobijnerkerk.  

## Externe bronnen
- 18. College van Brandmeesters, respectievelijk het Algemeen Bestuur van de Brandweer van Leeuwarden